# Kirche Heiligkreuz (St. Gallen)

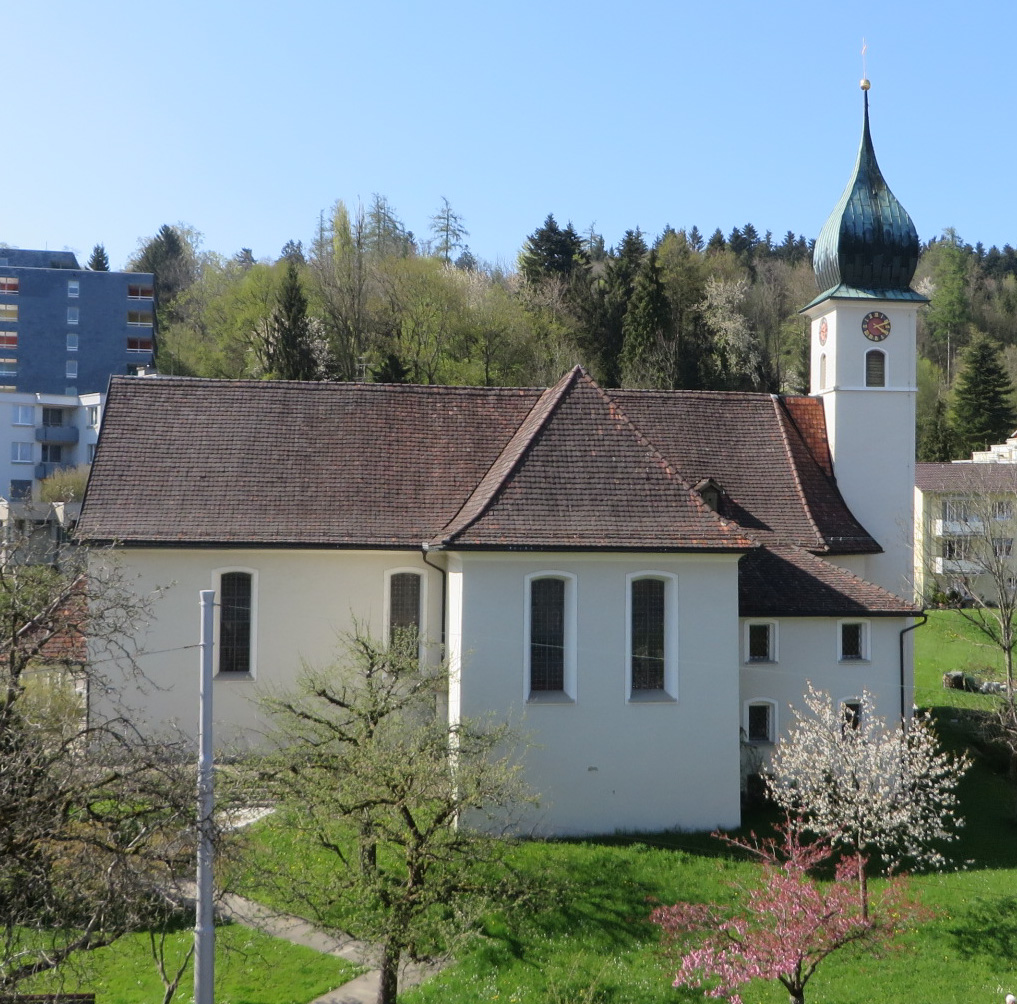
Aussenansicht von Langgasse aus, Wallfahrtskirche Heiligkreuz (St. Gallen), 2015.

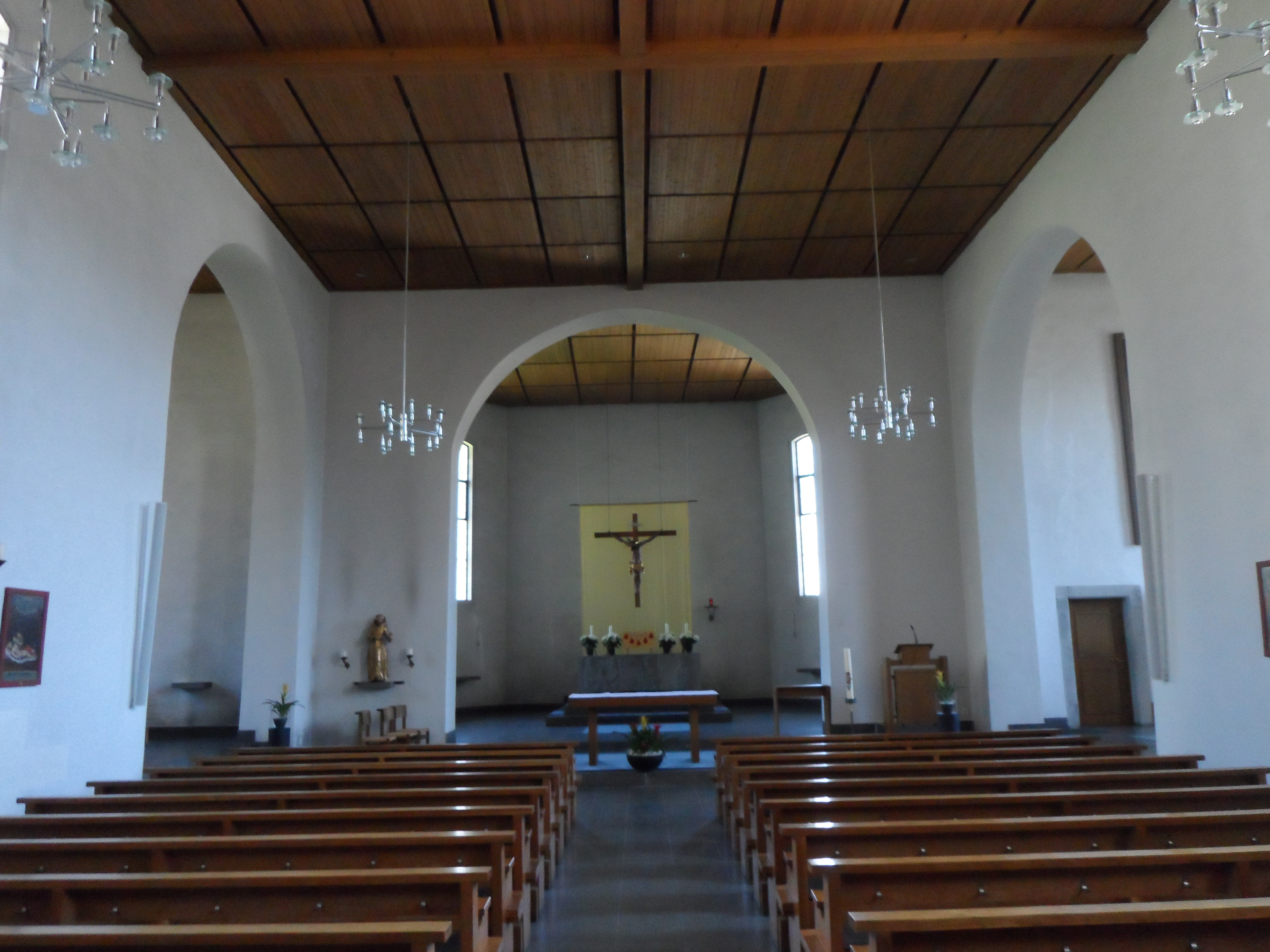
Wallfahrtskirche Heiligkreuz, St. Gallen, Schweiz – Innenraum, 2015.

Die Kirche Heiligkreuz ist  eine Wallfahrtskirche in der Stadt St. Gallen. Sie entstand an der Stelle eines Wegkreuzes, das zum Mittelpunkt eines Kreuzkultes wurde.

## Lage
Auf dem Espen, an der Landstrasse nach Arbon, wurde ein Wegkreuz errichtet. Das Kreuz stand im alten Ortsteil Semmishausen, dessen Name verdrängt wurde und heute der Kirche wegen Heiligkreuz heisst.

## Geschichte
Wann das Kreuz aufgestellt wurde, ist nicht bekannt; seine Entstehung wird auf die Zeit um 1570 geschätzt. Die erste überlieferte Gebetserhörung wird für das Jahr 1732 angegeben. Einem Schriftstück vom 10. Juli 1772 ist zu entnehmen, dass eine Familie Himmelberg an der Langgasse in St. Gallen für die Erhaltung des Wegkreuzes zuständig war. Ein Votivbild aus dem Jahr 1749 zeigt eine Jesusfigur an einem  gedeckten Kreuz vor einer roten Rückwand. Im gleichen Jahr wurde darüber ein Dach auf vier Holzsäulen errichtet.
Die erste Kapelle wurde 1760 im Auftrag von Generalvikar Pater Iso Walser an der Stelle des späteren Benefiziatenhauses durch Baumeister Sebastian Dürr errichtet. Danach wuchs die Anziehungskraft des Kreuzes; so sind aus den Jahren 1760 und 1770 noch 49 Votivbilder vorhanden.
Da die ehemalige Kapelle St. Peter und Paul baufällig war, wurde 1771 von der Ortsgemeinde Rotmonten und Pater Iso Walser beschlossen, die Kapelle abzureissen und durch eine neue Heiligkreuzkirche östlich der alten Heiligkreuzkapelle zu ersetzen. Die Kirche wurde durch Sebastian Dürr erbaut und 1772 vollendet. Die Altäre wurden am 24. Februar 1775 geweiht. Beide Kapellen wurden während der Bauarbeiten niedergerissen und brauchbare Materialien in der neuen Kirche verbaut.
Schnell zeigte sich, dass die neue Kirche zu klein war. So wurde 1776/77 unter der Leitung von Ferdinand beidseitig eine Kapelle angebaut. Die Neuweihe wurde am 14. Juni 1777 durchgeführt. Bei der Renovation 1879 wurden die Stuckaturen, die Altäre und das Chorgitter entfernt, welches ins Schloss Pfauenmoos gebracht wurde. 1908 erfolgte eine erneute Renovation. 1930 wurde sie vorübergehend zur Pfarrkirche für den Sprengel Langgasse-Rotmonten-Heiligkreuz, bis die Dreifaltigkeitskirche 1950 bezogen werden konnte.

## Architektur
Die heutige Kirche ist eine Saalkirche mit offenem Querschiff und gefluchtetem, dreiseitig geschlossenem Chor. Am Scheitelpunkt des Chors steht der Kirchturm mit Zwiebelhaube. Der Westeingang wird von einer Säulenvorhalle umrahmt. Das innere Dach ist ein flacher Gipslatten-Plafond von 1960. Dazu finden sich im inneren zwei Statuen der heiligen Antonius und Franziskus aus der Mitte des 17. Jahrhunderts. In der Nördlichen Kapelle steht eine Pietà, vermutlich aus dem 14. Jahrhundert, sowie eine Auswahl von Votivbildern seit 1749.

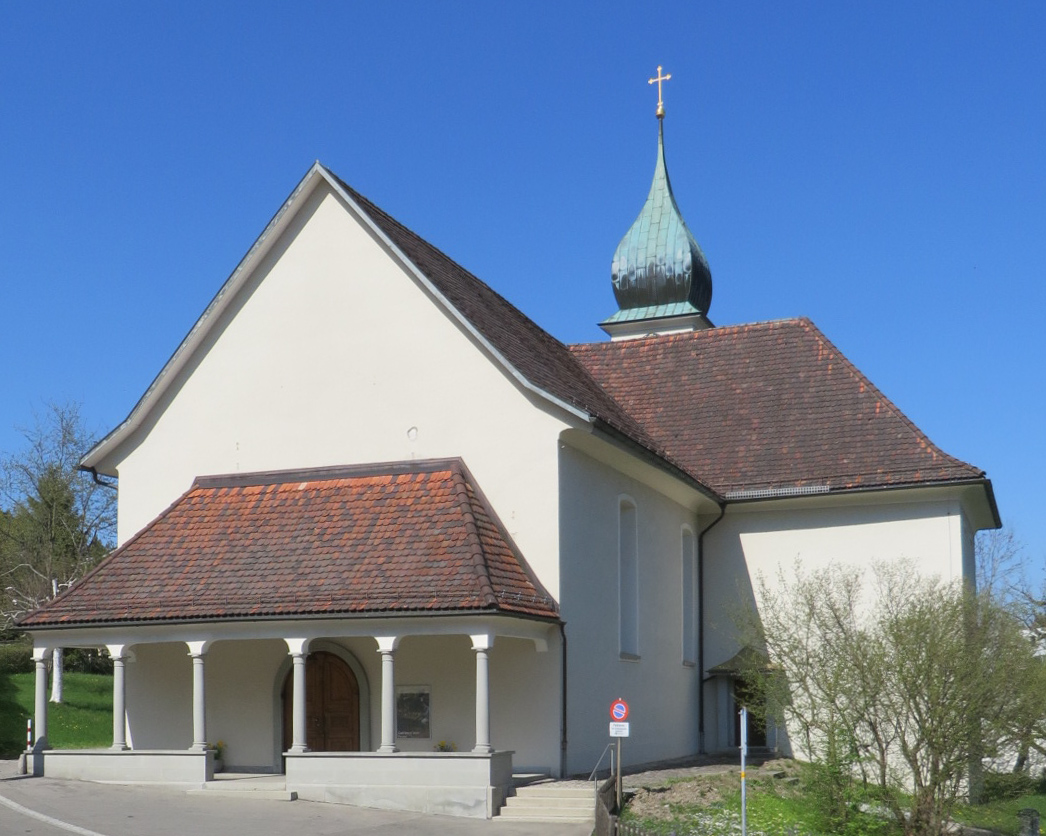
Aussenansicht vorne Wallfahrtskirche Heiligkreuz (St. Gallen)
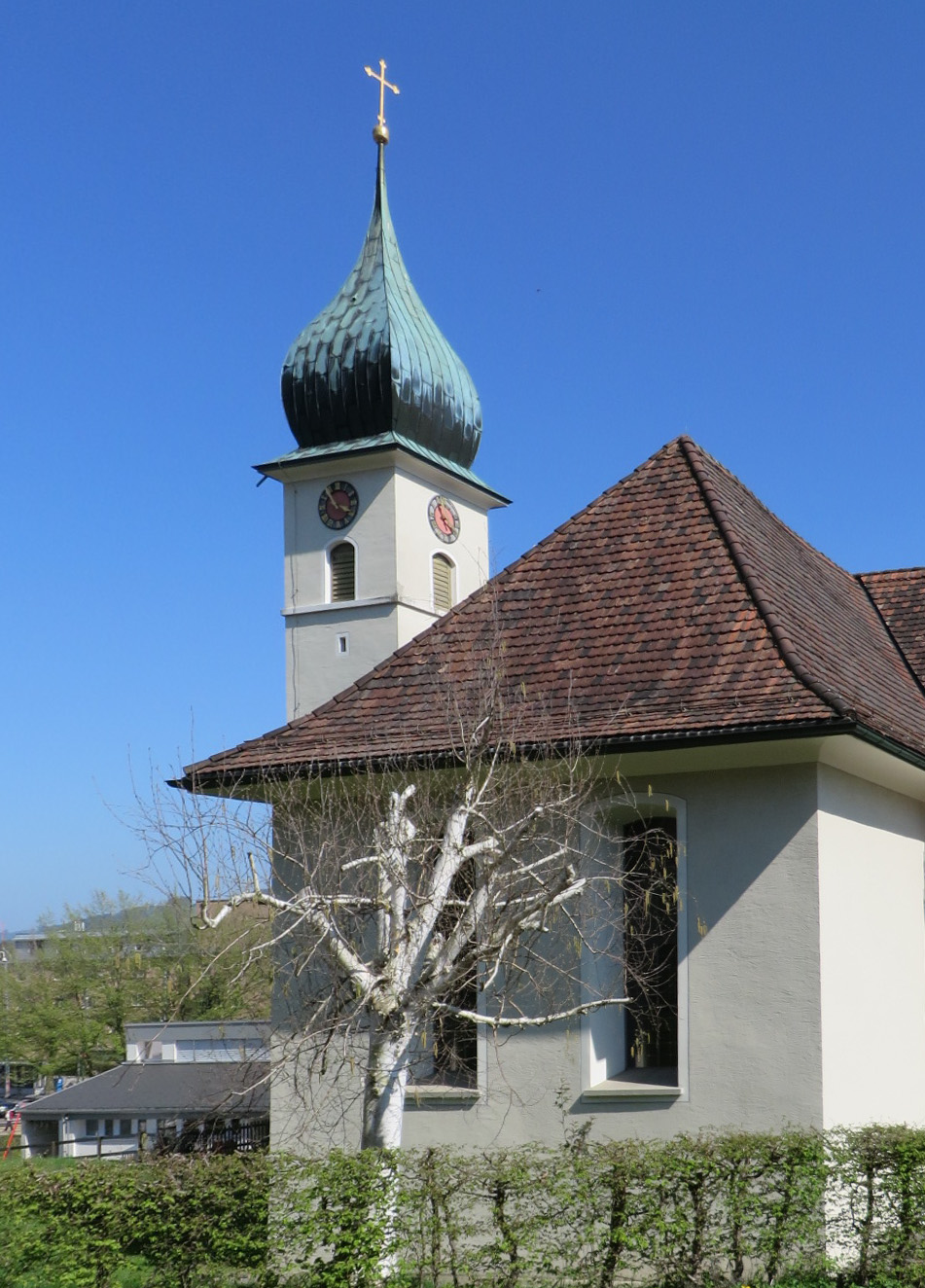
Aussenansicht seitlich hinten Wallfahrtskirche Heiligkreuz (St. Gallen)
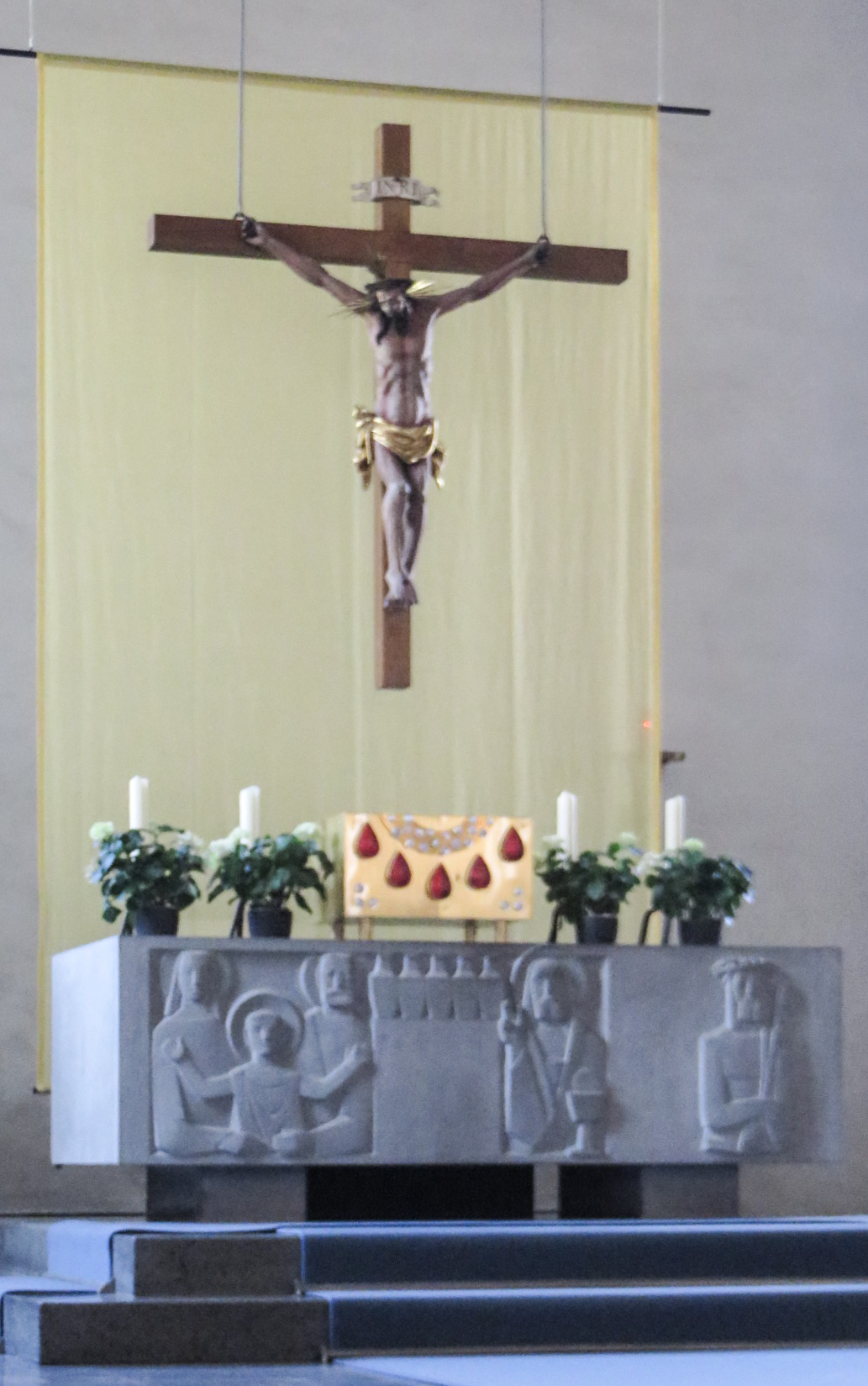
Altar der Wallfahrtskirche Heiligkreuz (St. Gallen)
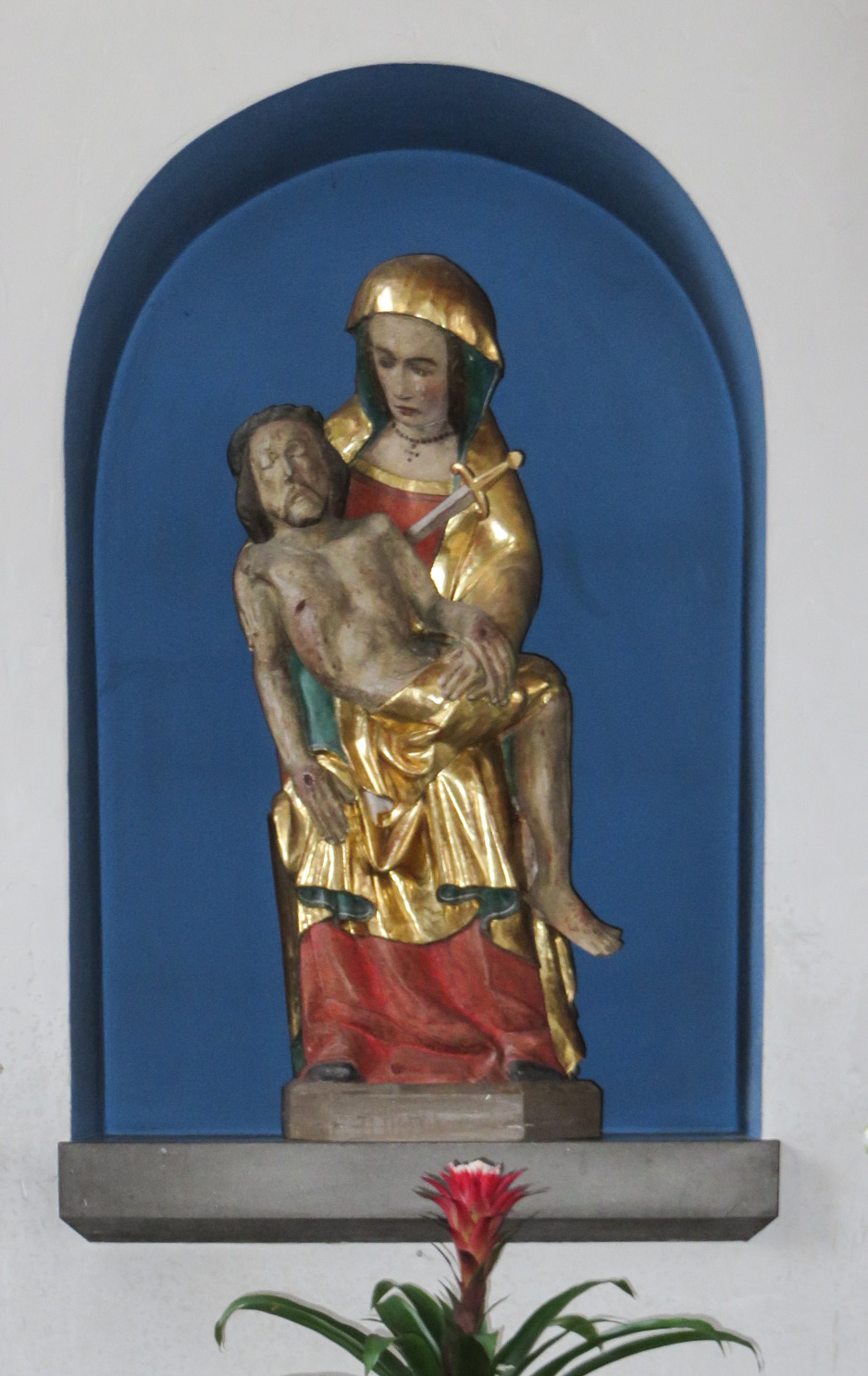
Pietà in Wallfahrtskirche Heiligkreuz (St. Gallen)
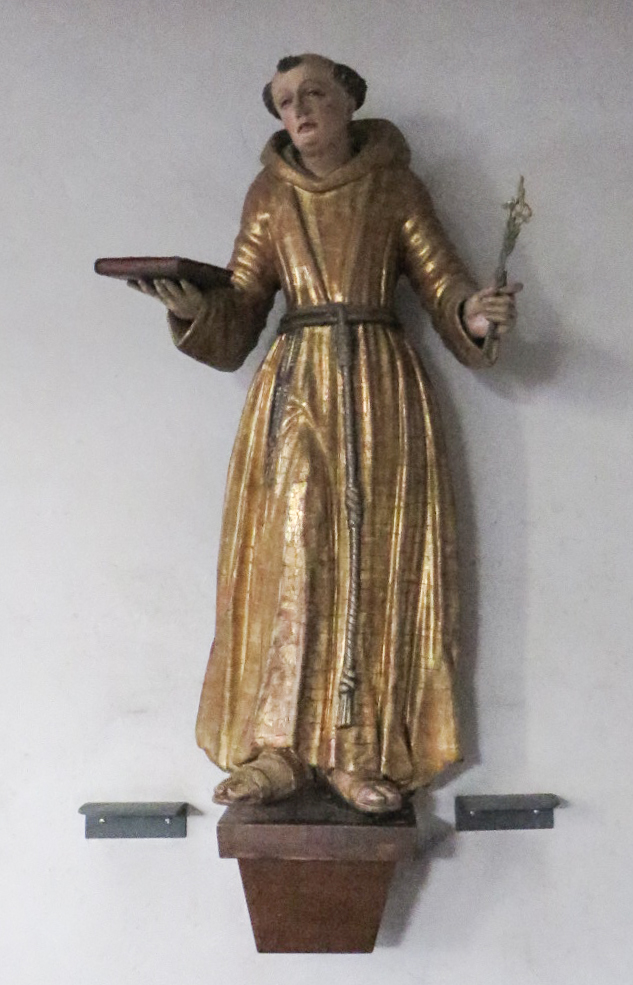
Antoniusstatue in Wallfahrtskirche Heiligkreuz (St. Gallen)

## Abgegangene Kultgegenstände
Die Altäre, die 1879 entfernt wurden, kamen in die Hard-Kapelle bei Kobelwald in der Gemeinde Oberriet. Der Hauptaltar, der am  14. Juli 1777 geweiht wurde, ist heute im südlichen Querarm untergebracht. Der Altar auf der Evangelienseite war im nördlichen Querarm der Heiligkreuzkirche untergebracht. Der Aufbau stammt von 1774. Eine Madonnenstatue aus dem 17. Jahrhundert befand sich anfänglich im St. Galler Münster, wurde 1755 in die Kirche von Niederbüren verschoben und kam dann neu gefasst in die Heiligkreuzkirche. Der dritte Altar entstand 1775. Auf der Epistelseite war ursprünglich eine Figur des heiligen Johannes von Nepomuk untergebracht. Diese Statue wurde durch eine Josef-Statue von Albert Oesch ersetzt.
Das Chorgitter wurde 1879 entfernt und wird als Gartentor beim Schloss Pfauenmoos in der Gemeinde Berg SG verwendet.

## Orgeln

### Erni-Orgel (1989/2020)
2020 erhielt die Kirche eine Orgel mit neun Registern (Schleifladen mit mechanischer Spiel- und Registertraktur) auf zwei Manualen und Pedal, die 1989 von Orgelbau Erwin Erni (Stans) für die katholische Kirche in Riethüsli gebaut worden war und aufgrund der Schliessung und des Abrisses der Kirche in die Wallfahrtskirche Heiligkreuz transferiert wurde. Orgelbau Erni erweiterte das Instrument auf 12 Register und baute ein neues Gehäuse. Die Disposition:
| I Hauptwerk C–g3 |        |
| Koppelflöte      | 8′     |
| Prinzipal        | 4′     |
| Quinte           | 2 ⁄3′  |
| Waldflöte        | 2′     |
| Terz             | 1 3⁄5′ |
| Mixtur           | 1 ⁄3′  |

| II Positiv C–g3 |       |
| Holzgedackt     | 8′    |
| Salicet         | 8′    |
| Blockflöte      | 4′    |
| Prinzipal       | 2′    |
| Quinte          | 1 ⁄3′ |
|                 |       |

| Pedal C–f1 |     |
| Subbass    | 16′ |

- Koppeln: II/I, I/P, II/P.

### Späth-Orgel (1961–2020)
Nach Abschluss der Innenrenovation 1960 stellte Orgelbau Späth (Rapperswil) 1961 eine neunregistrige einmanualige Orgel mit Pedal aus dem Jahre 1945 in Heiligkreuz auf. Sie wurde 2020 durch die aus Riethüsli transferierte Erni-Orgel ersetzt. Die Disposition:
| Manual C–g3 |        |
| Gedackt     | 8′     |
| Salicet     | 8′     |
| Prinzipal   | 4′     |
| Flöte       | 4′     |
| Quinte      | 2 ⁄3′  |
| Oktave      | 2′     |
| Terz        | 1 3⁄5′ |
| Mixtur      | 2⁄3′   |

| Pedal C–f1 |     |
| Subbass    | 16′ |

- Pedalkoppel.